# Asambleas del Partido Republicano de 2008 en Maine
Las asambleas republicanas de Maine, 2008 fueron el lunes 1 de febrero, 2 de febrero, y 3 de febrero en varias locaciones en todo el estado de Maine. El resultado será usado para proporcionar los 21 delegados.

## Proceso
Las asambleas republicanas fueron unas asambleas modificadas cerradas. Nuevos votantes y votantes quienes no hallan declarado su preferencia partidaria pueden registrarse al partido republicano 30 minutos antes de que las asambleas empiecen. De otra manera, un votante debe registrarse 15 días antes de las asambleas. En adición,aquellos que van a cumplir 18 para las elecciones generales de noviembre de 2008 son elegibles para votar en las asambleas. Los delegados no serán vinculados;Esto significa que no estará vinculado a ningún candidato.
Como la mayoría de las asambleas republicanas, hay dos componentes. Primero, Los delegados son elegidos de entre los asistentes. Estos delegados representarán a los asambleístas en la convención estatal en mayo. Los candidatos en general, proveen listas de delegados a los votantes interesados en apoyarlos, y los votantes pueden preguntar sobre las p prospectivas de los delegados por la cual ellos quieren apoyar para presidente. Un total de 3,867 delegados será selecto estatalmente. Después, una encuesta, llamada Preferencia de voto presidencial, es tomado de las personas en la sala. Los resultados de esta votación secreta será transmitido a los medios de comunicación, en lo que se utilizará como las opiniones "instantáneas" de los republicanos de Maine. Aunque los medios de comunicación se informen de los resultados de la votación, y asignar los delegados adecuadamente, es la convención estatal que determina quien en realidad va a la Convención Nacional Republicana. Incluso después de la convención estatal, Todos los delegados serán sin límites a cualquier candidato.
Aunque algunas asambleas fueron hechas el 3 de febrero, ese fue el día de la 42ª edición del Super Tazón XLII y los partidarios de los condados estuvieron desalentados al hacer las asambleas ese día. Solo tres asambleas fueron programadas para ese día. Así, el partido dio a conocer los resultados del estado a los medios de comunicación en la tarde del mes del 2 de febrero.

## Campaña
Desde que Maine es adyacente a Nueva Hampshire, los ciudadanos de Maine tienen el beneficio de viajar a Nueva Hampshire para ver a los candidatos, y extender la cobertura de las primarias de Nueva Hampshire. Algunos candidatos han viajado a Maine para visitar Nueva Hampshire. Rudy Giuliani visitó el estado en septiembre. Muchos candidatos han movilizado a más seguidores. Visitas lejanas al estado son muy poco probables, dado que las asambleas de maine ligadas entre las primarias de Florida y el Super martes. Sin embargo, Ron Paul visitó el estado al final de enero, cinco días antes de las asambleas.
Ron Paul fue el único candidato que visitó Maine durante su campaña, y el hijo mayor de Mitt Romney, Tagg, hizo campaña por él allí
Algunos residentes han criticado el sistema de las asambleas.

## Resultados
Resultado de las encuestas de preferencias hechas en Maine:
Maine:
Última actualización: 5 de febrero de 2008 a las 5:24 PM 	
95.52% reportados
| Candidato     | Delegados estatales | Porcentaje | Delegados |
| ------------- | ------------------- | ---------- | --------- |
| Mitt Romney   | 2,787               | 52.21%     | 0         |
| John McCain   | 1,124               | 21.06%     | 0         |
| Ron Paul      | 976                 | 18.28%     | 0         |
| Mike Huckabee | 308                 | 5.77%      | 0         |
| Fred Thompson | 7                   | 0.13%      | 0         |
| Rudy Giuliani | 3                   | 0.06%      | 0         |
| Alan Keyes    | 1                   | 0.02%      | 0         |
| John Cox      | 0                   | 0%         | 0         |
| Duncan Hunter | 0                   | 0%         | 0         |
| Indecisos     | 123                 | 2.3%       | 0         |
| Write-in      | 9                   | 0.17%      | 0         |
| Total         | 5,338               | 100%       | 0         |